# Fucosyltransférase
Une fucosyltransférase est l'enzyme au cœur de la fucosylation, c'est-à-dire qui transfère une molécule de L-fucose, sous forme de GDP-fucose (guanosine diphosphate-fucose), d'un substrat à un autre. Le substrat accepteur peut être un autre sucre tel que le GlcNAc (N-acétylglucosamine) comme dans le cas de la N-glycosylation, ou une protéine, comme dans le cas de la O-glycosylation produite par l'O-fucosyltransférase. 
Il existe diverses fucosyltransférases chez les mammifères, dont la plupart sont localisées dans l'appareil de Golgi ; les O-fucosyltransférases se localisant dans le réticulum endoplasmique.
Certaines des protéines de ce groupe font partie de la base moléculaire des antigènes responsables des groupes sanguins, marqueurs de surface de la membrane des globules rouges. La plupart de ces marqueurs sont des protéines, mais certains sont des glucides attachés à des lipides ou à des protéines. Le Galactoside 3(4)-L-fucosyltransférase (EC 2.4.1.65) appartient au système de groupe sanguin de Lewis et est associé à l'antigène Le(a/b).

## Classification
La famille des glycosyltransférases 10 CAZY GT_10 comprend des enzymes ayant deux activités connues : la galactoside 3(4)-L-fucosyltransférase (EC 2.4.1.65) et la galactoside 3-fucosyltransférase (EC 2.4.1.152). Les galactoside 3-fucosyltransférases présentent des similitudes avec les alpha-2 et alpha-6-fucosyltranférases. La biosynthèse de l'antigène glucidique sialyl Lewis X (sLe(x)) dépend de l'activité d'une galactoside 3-fucosyltransférase. Cette enzyme catalyse le transfert du fucose du GDP-béta-fucose au 3-OH de la N-acétylglucosamine présente dans les accepteurs de lactosamine.

## Rôle dans les infections urinaires
Une activité efficiente des fucosyltransférases diminue nettement l'adhérence des bactéries au niveau de l'urètre des femmes. Ce risque d'infection urinaire est également médié par la présence de quelques sites d'adhérence pour les bactéries dans la vessie et l'urètre. Les femmes qui possèdent ces récepteurs mais qui n'ont pas de sécrétion de l'enzyme fucosyltransférase pour s'opposer à l'adhérence bactérienne sont plus susceptibles d'avoir une colonisation de E. coli et d'autres bactéries coliformes. Par contre, ces femmes sont moins susceptibles d'héberger des lactobacilles dans la région périurétrale. La combinaison de ces deux phénomènes est propice à une augmentation de la fréquence des cystites.

## Protéines humaines contenant ce domaine
FUT1; FUT2; FUT3; FUT4; FUT5; FUT6; FUT7; FUT8; FUT9; FUT10; FUT11;

## Voir également
- Fucosylation